# علامة كارنيت
في الطب، علامة كارنيت هي نتيجة على الفحص السريري الذي يبقى فيه الألم البطني (الحاد) دون تغيير أو يزداد عند شد عضلات جدار البطن. في هذا الجزء من فحص البطن، يمكن أن يُطلب إلى المريض رفع الرأس والكتفين عن طاولة الفحص لشد عضلات البطن. كبديل، يُطلب إلى المريض رفع كلتا ساقيه مع فرد ركبتيه.
يشير الاختبار الإيجابي إلى زيادة احتمال أن جدار البطن وليس تجويف البطن هو مصدر الألم (على سبيل المثال، بسبب ورم دموي غمد المستقيم بدلا من التهاب الزائدة الدودية). ويقال إن علامة كارنيت السلبية تحدث عندما ينخفض ألم البطن عندما يطلب من المريض رفع الرأس. وهذا يشير إلى سبب داخل البطن للألم.

## التاريخ
تم وصف هذا الاختبار لأول مرة بواسطة جون بي.كارنيت في عام 1926. كان أول وصف واضح لألم جدار البطن الأمامي الناشئ عن تراكيب أخرى غير الأحشاء الكامنة هو إدغار فرديناند سيرياكس في عام 1919. اعتبر سيرياكس أن الألم يمكن تقليده من خلال الآفات التي نشأت من الفقرة أو الأضلاع أو غيرها من الهياكل المرتبطة بها أو أنها ناتجة عن تهيج مباشر للأعصاب الوربيه. من خلال تحديد حالات مثل التغيرات في منحنيات العمود الفقري الطبيعية، و الخلع الجزئي البسيط الأجسام الفقرية والضغط على الأجزاء الطرفية من الأعصاب الوربية، كان قادرًا على استخدام العلاجات الميكانيكية المختلفة لتصحيح التشوهات وتخفيف أعراض مرضاه. على الرغم من هذه الورقة، لم يتم إيلاء الكثير من الاهتمام لهذه المشكلة حتى طور كارنيت اختباره السريري البسيط. اعتقد كارنيت أن ألم أسفل البطن ناتج بشكل شائع عن الأعصاب الصدرية السفلية الستة وأراد أن يكون قادرًا على تمييز هذا الأصل عن ذلك الناتج عن الأحشاء

### تشخيص تفريقي
يشمل التشخيص التفريقي لاختبار كارنيت الإيجابي الفتق ومتلازمة انحباس العصب وتهيج جذور الأعصاب الوربية وفتق القرص الصدري وانحباس العصب الجلدي الأمامي ومتلازمة الضلع الانزلاقي وآلام اللفافة العضلية ونقاط الزناد وورم غمد المستقيم.
قد ترتبط جميع فتق جدار البطن بالألم وقد يكون اختبار كارنيت مفيدًا في تقييمها. فتق جدار البطن الأمامي يشمل: فتق شرسوفي فتق سري ،فتق سبيجيليان وفتق شق. تشمل تلك الموجودة في الفخذ: الفتق الإربي المباشر، الفتق الإربي غير المباشر، الفتق الفخذي، الفتق الرياضي. تشمل تلك الموجودة في جدار الحوض: الفتق الوركي، الفتق السدادي، الفتق العجاني. يشمل الفتق الداعم ما يلي: هبوط القبو، القيلة المعوية، القيلة المثانية قيلة المستقيم والرحم. على الرغم من أن معظم حالات الفتق يمكن اكتشافها سريريًا مع وجود كتلة ذات اندفاع سعال ممتد فقد يصعب اكتشاف بعضها إما لأنها صغيرة أو لأن المريض يعاني من السمنة. في الحالات التي يكون فيها التشخيص مشتبهًا فيه ولكن غير مؤكد إكلينيكيًا، قد يكون إجراء تحقيق إضافي باستخدام التصوير الشعاعي أو التصوير بالموجات فوق الصوتية مفيدًا. تم استخدام تصوير الفتق، الذي يتم فيه إدخال وسيط التباين في التجويف البريتوني، بنجاح للكشف عن الفتق الإربي الذي لم يتم توقعه سابقًا في المرضى الذين يعانون من آلام الفخذ ذات الأصل غير المؤكد وللكشف عن الآفات غير المحسوسة بين الجدارات مثل فتق سبيجيليان.
تتميز متلازمة الضلع الانزلاقي بالألم على طول الهامش الساحلي وينتج عن تراخي الضلع الثامن والتاسع والعاشر عند التقاطعات بين الغضروف. لا تنفصل هذه الأضلاع مع عظمة القص ولكنها ترتبط ببعضها البعض بواسطة شريط رفيع من الأنسجة الليفية. إذا تم خلع هذا المرفق الليفي، فقد يرتفع الضلع (الضلع) ويهيج العصب (الأعصاب) الوربية، مما يسبب الألم. سريريًا، قد يكون المريض على دراية بإحساس طقطقة أو نقر حيث تتحرك الأضلاع بالنسبة لبعضها البعض. يمكن أن تظهر الأعراض من خلال "مناورة التثبيت"، حيث يقوم الفاحص بتعليق أصابعه تحت الهامش الساحلي وسحبها لأعلى.
ينشأ الورم الدموي الغمد المستقيم العفوي من تمزق الأوعية الشرسوفية. عادة ما يصاب المريض بألم مفاجئ في البطن مصحوبًا بكتلة بطنية طرية غير نابضة، عادة في أسفل البطن. غالبًا ما يكون هناك عامل معجل معقول مثل الصدمة المحلية أو نوبة من السعال أو العلاج المضاد للتخثر. يمكن تأكيد التشخيص من خلال الفحص بالموجات فوق الصوتية ويمكن اعتماد نهج تحفظي للعلاج بشرط عدم تضخم الورم الدموي. قد يكون اختبار كارنيت تشخيصيًا في هذا المكان.